# 猴子公園單軌電車線
猴子公園單軌電車線（日语：／）是連接犬山遊園站至日本猴子公園內的動物園站之間的名古屋鐵道（名鐵）單軌鐵路線。全線都是在愛知縣犬山市內行走。此線也被稱為犬山單軌電車。在2008年12月27日開出尾班車後便廢除。

## 路線資料
※資料截至路線廢除前一刻
- 路線距離（營業距離）：1.2公里[4]
- 方式：跨座式（日立Alweg式）[4]
- 車站數目：3座（包括起終點站）
- 雙線區間：沒有（全程單線）[4]
- 電氣化區間：全線（直流1500V）[4]
- 閉塞方式：單票閉塞式（1閉塞）
- 列車交會車站：沒有
- 最急坡度：97‰
- 最高時速：30km/h

## 歷史
此線是連接愛知縣犬山市日本猴子公園和成田山名古屋別院大聖寺（犬山成田山）的鐵路線。於1962年3月21日開通，為日本第一條使用膠輪車輛於混凝土軌道上行走，使用日立ALWEG技術的跨座式單軌鐵路。該路線所得出的成果，應用在後來啟用的東京單軌電車等路線上。名古屋鐵道也參與了東京單軌電車的運營，列車司機也在這條線上接受培訓。
在開業當初，曾經有一個計劃，把此線從動物園站繼續延伸至博物館明治村或高藏寺，或者從犬山遊園站經關線（中濃新線）延伸至美濃。另外也曾經計劃把路線雙線化，但是最後所有計劃沒有實現。
由於此路線主要目的是運送觀光客，因此不設發售定期票。而於名鐵其他路線中已經引入的交通儲值卡「Trans Pass」方面，也沒有引入至此線中。

### 廢除
在2007年12月17日，名古屋鐵道發表將會在2008年12月28日把猴子公園單軌電車線廢除，理由是客量少，以及開業以來使用的車輛與設施老化。在2006年（平成18年）度，一日的運輸人次為645人。
在廢除前，1抽單軌列車塗上了特別塗裝。而所有編成均加設紀念裝飾物。在犬山遊園站中展出了此路線的歷史。在2008年11月29日起發售了紀念車票與紀念入場票。在12月20日起，發售了明信片型紀念車票。在最終行走日12月27日，於犬山遊園站舉行了出發儀式。

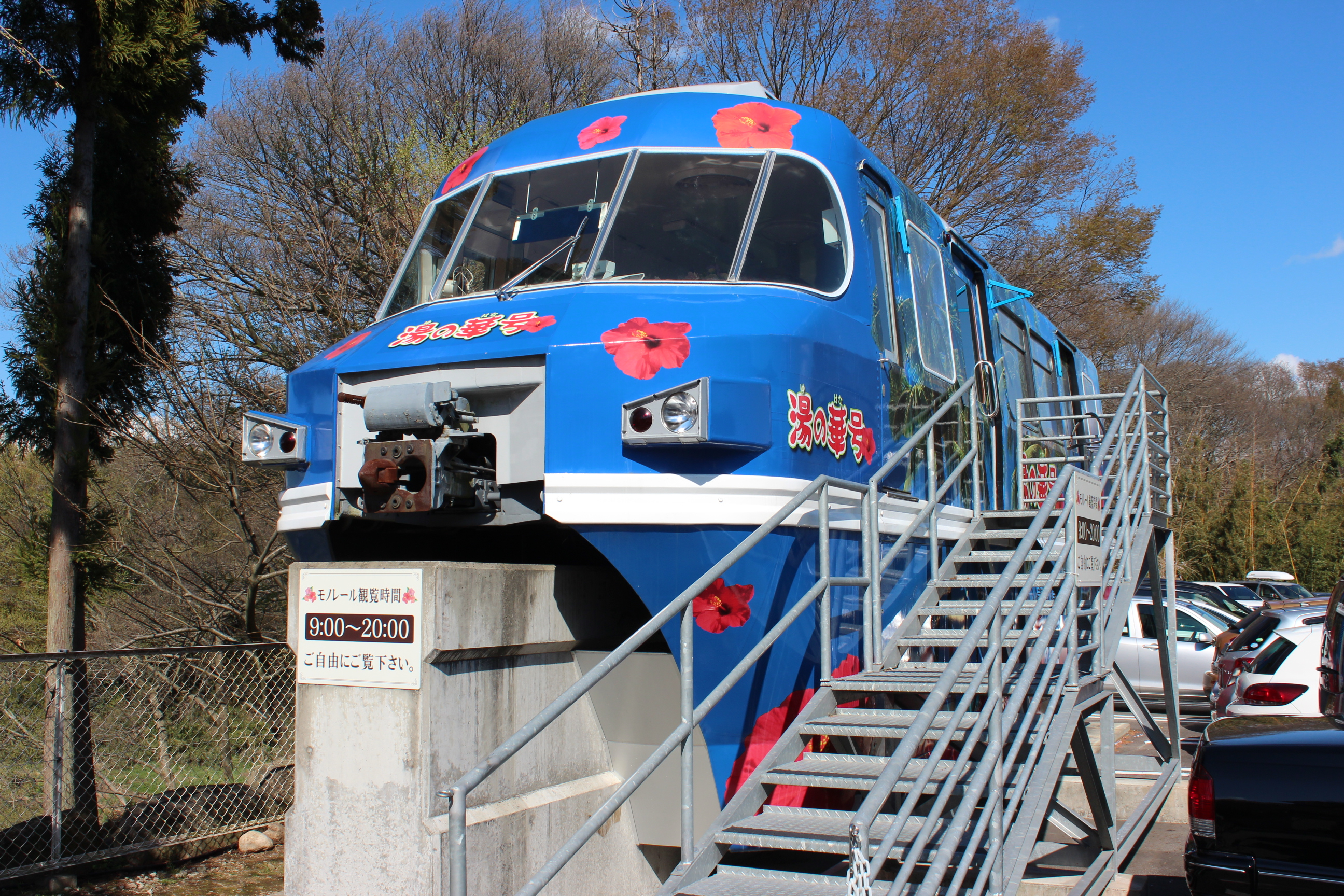
在湯之華島溫泉度假村中的保存車輛

在廢除後，犬山站東出口設有替代巴士路線（岐阜巴士社區）。使沿線設施的連接車站由犬山遊園站變為犬山站。車輛與設備去向方面，車頭101號車和中間車廂201號車塗上了開業當時的裝装，在2009年3月19日起停泊在動物園站作保存和展示之用。當時只展展外觀，不可進入車站大樓、月台與車內。車頭102號車則運送至原本的製造商，位於山口縣下松市的日立製作所笠戶事業所作非公開保存。103號車在4月29日放置在岐阜縣可兒市的溫泉度假村湯之華島，作為展望台之用。而路軌與橋腳已經撤走。

### 年表
- 1962年（昭和37年）3月21日 萊茵公園單軌電車線犬山遊園至動物園之間開業[5]。
- 1980年（昭和55年）1月 犬山萊茵公園改名為日本猴子公園。路線名稱也跟隨改變為猴子公園單軌電車線[5]。
- 1986年（昭和61年）9月10日 車費計算改為均一制。
- 2008年（平成20年）12月28日 路線廢除[1][2]。

## 運行形態
單軌電車服務年中無休。營業時間為每日早上9時至下午4時。每小時設有2班列車。時間表不會與名鐵其他路線一同改動。在多客時期會隨時變更。所有列車都是一人控制，並由犬山幹事站職員負責。
使用車輛為MRM100形。車頭的型號為MRM100形，中間車廂的型號為MRM200形，共有2抽3卡編成列車（101-201-102，103-202-104）。通常只使用1抽列車行走。在多客時期使用2抽以6卡編成行走。整條路線為單線及沒有列車交會設施，因此同一時間只有1架列車行走。2抽列車只可在動物園站後方的車庫中交替行走。
MRM100形是名鐵唯一使用鋁合金製的車輛。同時為名鐵最寬的車輛。截至路線廢除的2008年，該車輛是名鐵唯一非空調車輛。在此線廢除後，名鐵所有車輛空調化。

## 車站列表
- 以下車站列表取自廢除前一刻（參考今尾 (2008)）
- 所有車站位於愛知縣犬山市內。

| 中文站名 | 日文站名 | 英文站名    | 站間營業距離 | 累計營業距離 | 接續路線           |
| -------- | -------- | ----------- | ------------ | ------------ | ------------------ |
| 犬山遊園 | 犬山遊園 | Inuyamayūen | -            | 0.0          | 名古屋鐵道：犬山線 |
| 成田山   | 成田山   | Naritasan   | 0.5          | 0.5          |                    |
| 動物園   | 動物園   | Dōbutsuen   | 0.7          | 1.2          |                    |

各站沒有自動售票機與自動閘機等設備，購票時需要在售票處購買。而犬山遊園站內設有犬山線專用的自動售票機與自動閘機，在該站的自動售票機中不能購買單軌電車的車票。犬山線與單軌鐵路的驗票口是在兩個不同地方。於犬山遊園站轉乘列車時需要一度出閘。終點站動物園站已經是在日本猴子公園範圍內，因此在該站出閘時必須持有入場票，但是在站內也設有通道連接不是日本猴子公園範圍的出入口。

## 注腳